# جین مک‌گرگور
جین مک‌گرگور (انگلیسی: Jane McGregor؛ زادهٔ ۱۹۸۳ (۴۱–۴۲ سال)) یک هنرپیشه،تهیه کننده اهل کانادا است.